# Chiesa di Santa Maria della Misericordia (Endenna)
La chiesa di Santa Maria della Misericordia era un luogo di culto cattolico di Endenna con annesso convento edificati al XV secolo in località Romacolo.

## Storia
La chiesa e il convento francescano furono costruiti con decreto del vescovo Lorenzo Gabriel del 13 febbraio 1488 dopo aver ottenuto l'autorizzazione da papa Innocenzo VIII, edificazioni possibili grazie al ricco contributo dei mercati della zona, in particolare dai fratelli Zambelli, dalle famiglie Guarinoni e Quarismini, benefattori i cui nomi erano stati incisi su di una lapide presente nella chiesa.

L'edificio fu consacrato dal vescovo Bartolomeo Assonica di Capo d'Istria che era stato vicario capitolare della Diocesi di Bergamo il 5 agosto 1511 e intitolato alla Santa Maria della Misericordia.

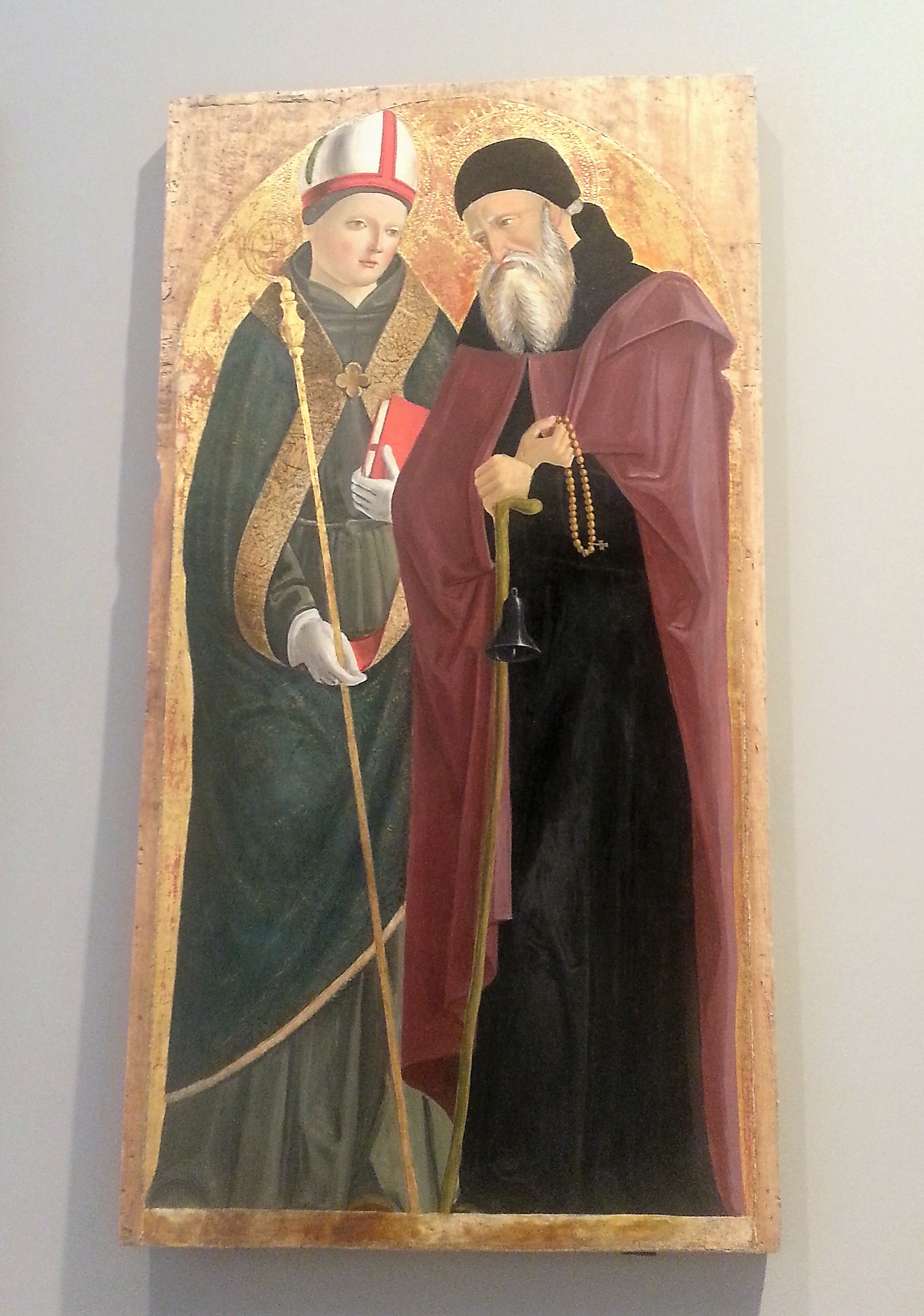
Polittico del Romacolo- particolare di santi

La visita di san Carlo Borromeo del 25 ottobre 1565 descrive la chiesa ne farà un dettagliato rendiconto che permette la ricostruzione di quella che doveva essere una chiesa con dipinti e affreschi di qualità. Nel 1798 il convento fu soppresso con l'avvento della Repubblica Cisalpina e venduto all'asta a un privato. I locali divennero sede di un convento francescano femminile di Zogno per essere nuovamente rivenduti. Dal 1901 il convento e la chiesa sono di proprietà delle suore dell'Istituto Capitanio.

## Descrizione
Gli atti della visita pastorale del cardinale controriformista milanese del 1575 permettono la ricostruzione di quella che era la composizione originaria della chiesa e del relativo monastero. 

L'interno dell'edificio religioso si presentava ad un'unica navata divisa in due parti, quella per i laici più spaziosa e quella del clero, come era d'uso sul territorio per gli edifici monastici. Il presbiterio era arredato da un'ancona lignea di notevoli dimensioni tanto che fu indicata come picta ianurata, honorifica e magna., con due finestre chiuse con una grata che lo illuminavano sul lato sinistro mentre su quello destro vi era il campanile. Dal presbiterio si accedeva alla navata da due gradini, mentre gli altari erano in maggior numero sul lato destro verso la controfacciata. Il tramezzo che divideva l'aula era ad archi con la presenza di un coro ligneo, posto davanti all'altare maggiore, anche questo fa parte della consuetudine del periodo, i cori verranno posti solo successivamente sulle pareti delle absidi. A lato del coro due cappelle, mentre altre quattro erano presenti nella parte dedicata ai laici.
La prima cappella era intitolata ai santi Caterina e Lodovico e adornata da una piccola ancona dedicata alla Madonna; la seconda intitolata a sant'Antonio da Padova con una ancona descritta cum icona pieta er inauratam valde, honorifica. La cappella successiva era dedicata alla Trinità, anche questa descritta con la presenza di un'ancona lignea, due finestre per illuminarla e un mureolo cancillis a protezione. Seguivano quella di san Bernardino e dell'Immacolata Concezione, anche questa ornata da un'ancora e protetta da un muro, la finestra che la illuminava era ben visibile sulla parete esterna. 

Sul lato sinistro del presbiterio vi era la cappella sotto la volta intonacata e non illuminata da finestre dedicata a San Francesco, quella più vicina alla devozione dei frati, perché accessibile dal convento dalla sagrestia. 

Gli atti della visita danno una spiegazione particolareggiata di quello che era il tramezzo, la parte indicata come un ponte ligneo che divideva l'aula.

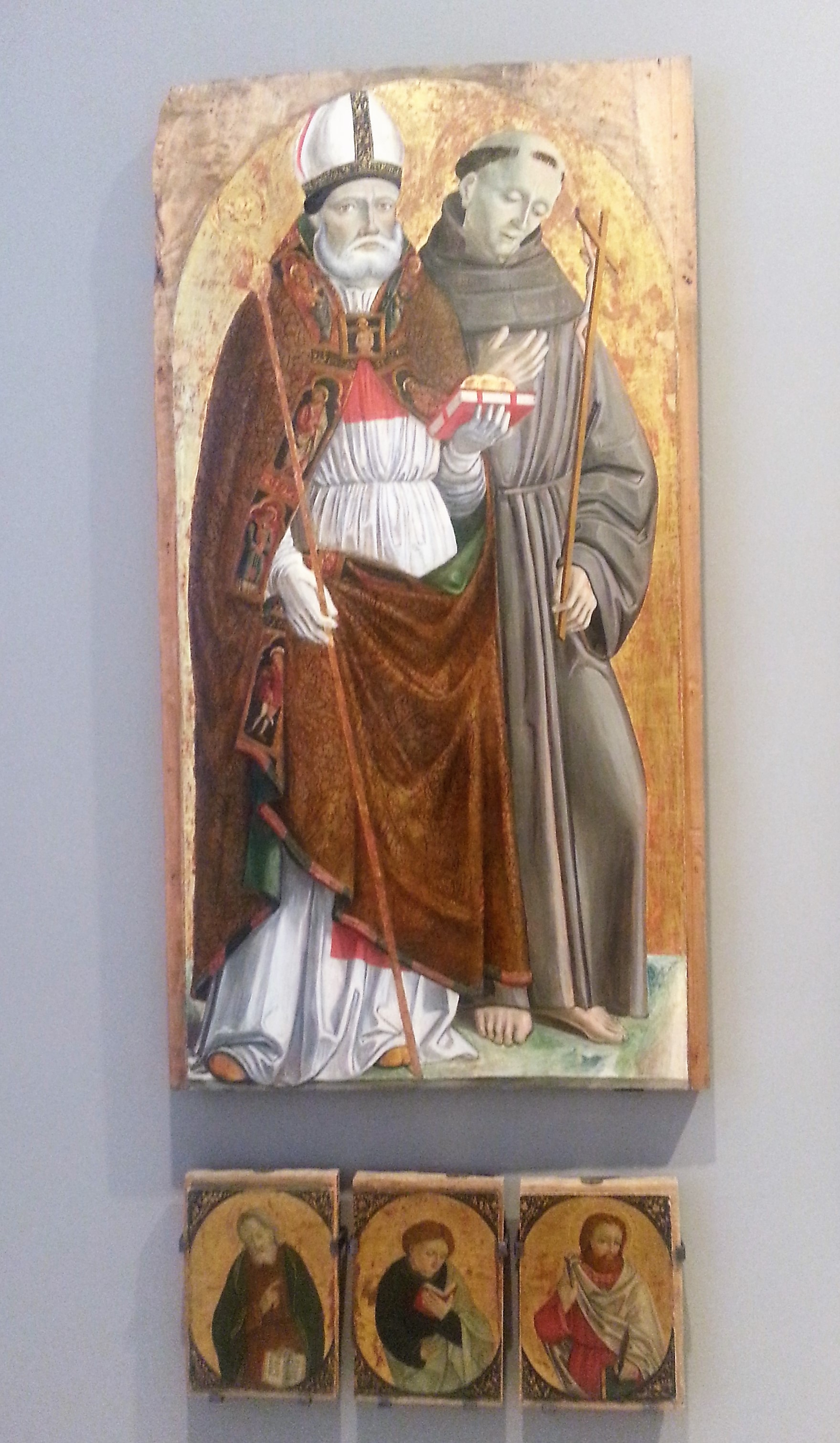
Polittico del Romacolo - particolare

Nel 1793 Francesco Tassi nel suo Vite de' pittori, scultori e architetti bergamaschi descrisse la presenza di un polittico nella cappella di sinistra, che indicò come eseguito da un Maestro del Romacolo identificato in Antonio Marinoni, polittico poi smembrato, acquistato da Giacomo Carrara e in due pannelli esposto presso la pinacoteca dell'Accademia Carrara di Bergamo.
La chiesa conservava il dipinto Madonna con i santi Lodovico, Caterina e Chiara opera seicentesca di Francesco Cavagna, poi venduta e conservata presso la sagrestia della chiesa di Sant'Allessandro della Croce di Bergamo.